# Rœulx

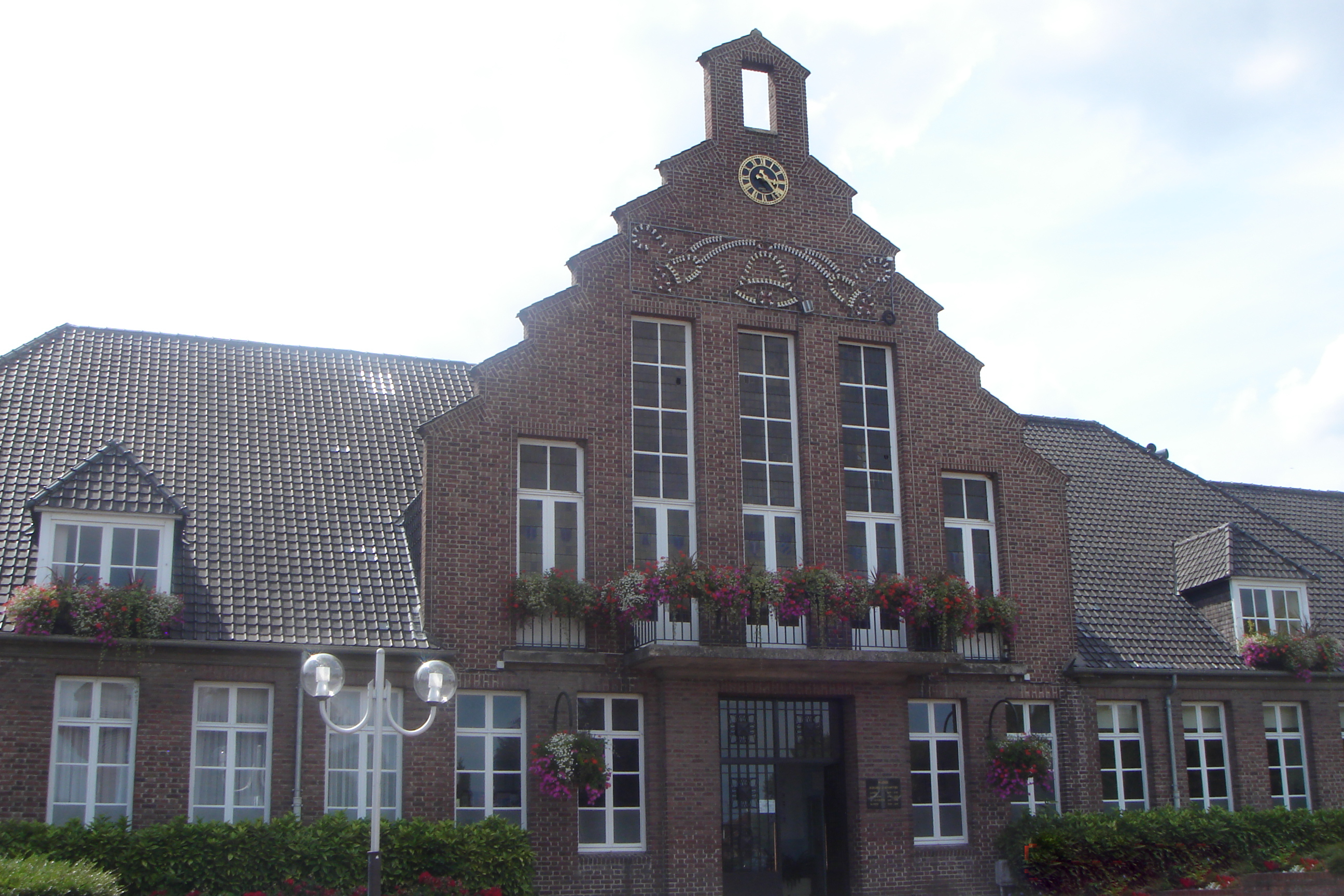
l' Hôtel de Ville (Photo de Serge Ottaviani)

Rœulx – miejscowość i gmina we Francji, w regionie Hauts-de-France, w departamencie Nord.
Według danych na rok 1990 gminę zamieszkiwało 3458 osób, a gęstość zaludnienia wynosiła 860 osób/km² (wśród 1549 gmin regionu Nord-Pas-de-Calais Rœulx plasuje się na 253. miejscu pod względem liczby ludności, natomiast pod względem powierzchni na miejscu 761.).